# Home de Neandertal
L'home de Neandertal (Homo neanderthalensis) o simplement neandertal és una espècie extinta del gènere Homo que visqué a Europa i al Pròxim Orient durant el Paleolític mitjà, entre fa 200.000-250.000 i 28.000 anys. Si bé anteriorment era classificat com una subespècie d'Homo sapiens (i anomenat consegüentment Homo sapiens neanderthalensis), actualment la majoria d'investigadors el consideren una espècie diferent.
L'anàlisi del genoma dels neandertals en el curs del Projecte del genoma del Neandertal, segons l'article publicat en el número del 7 de maig del 2010 en la revista Science, mostra que és molt probable que hi hagués hagut creuaments amb els humans moderns. Entre l'1% i el 4% del genoma d'Homo sapiens derivaria del genoma dels neandertals.
Protagonitzà una rica cultura material anomenada mosteriana i mostrava preocupacions estètiques i espirituals (sepultures). Després d'un difícil reconeixement, durant molt de temps l'home de Neandertal ha estat vist negativament en comparació amb Homo sapiens. En la imaginació popular apareix com un ésser simiesc, rude, lleig i ximplet. De fet, és més robust que Homo sapiens i el seu cervell és lleugerament més voluminós de mitjana (1.500 cm³). Els progressos de l'arqueologia prehistòrica i de la paleoantropologia des de la dècada del 1960 han revelat un ésser de gran riquesa cultural. Tanmateix, encara queden molts punts per aclarir, com ara les causes de la seva extinció.

## Història del descobriment

### La vall de l'home nou
El nom neandertal deriva del de Neandertal, una petita vall situada al territori de les ciutats d'Erkrath i Mettmann, entre Düsseldorf i Wuppertal (Alemanya). L'agost del 1856, en el marc de l'explotació d'una pedrera, uns obrers buidaren una petita cavitat d'aquesta vall, la cova de Feldhofer. Hi descobriren esquelets i un fragment de crani que enviaren a Johann Carl Fuhlrott, institutor d'Elberfeld i apassionat per la història natural.

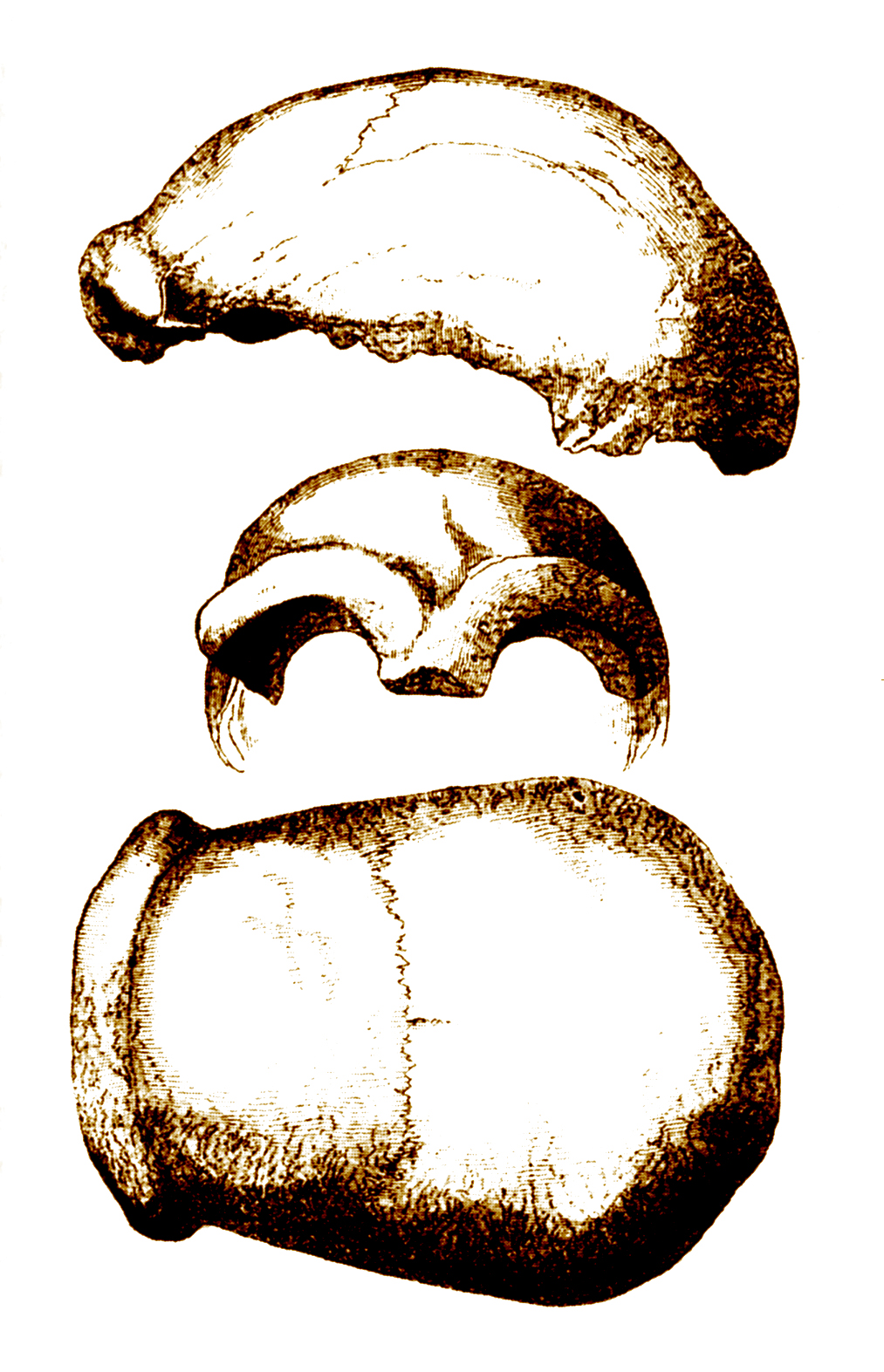
Vèrtex cranial descobert a Neandertal el 1856

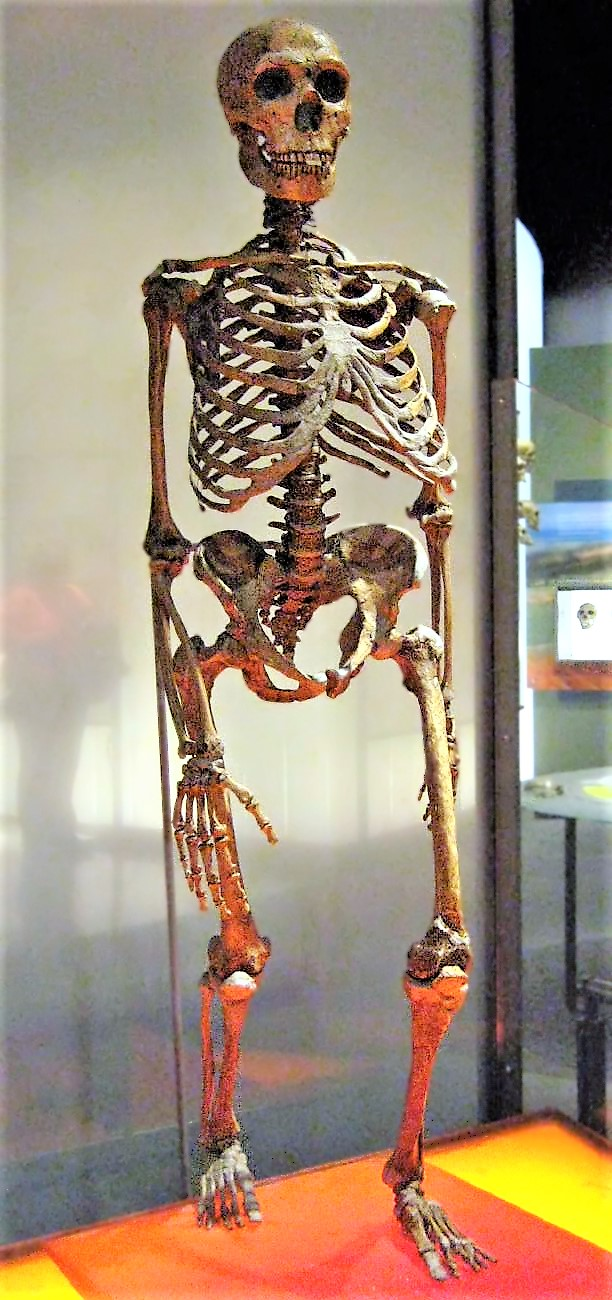
Esquelet reconstruït d'un home de Neandertal

Per una curiosa coincidència, el topònim Neandertal significa ‘vall de l'home nou’. El nom de Neander havia estat donat a aquesta vall (Thal, en alemany, és 'vall') en honor de Joachim Neumann (1650-1680), anomenat també Joachim Neander, que seguint un costum familiar que datava del seu avi es feia dir pel seu cognom traduït al grec. Aquest pastor i compositor, autor de càntics religiosos encara avui en dia populars en el protestantisme alemany, solia buscar la inspiració en aquesta vall, antany idíl·lica.
Com que en aquells temps el nom de la vall encara s'escrivia Neanderthal, l'home que s'hi descobrí rebé el nom llatí d'Homo neanderthalensis; quan més tard una reforma ortogràfica de l'alemany eliminà totes les h supèrflues, les normes de la nomenclatura científica impediren modificar la forma llatina, de manera que encara avui en dia s'escriu Homo neanderthalensis, amb «h». En català, s'utilitza gairebé exclusivament la forma sense «h», que és la que recomana l'Institut d'Estudis Catalans. La forma Neanderthal encara està molt estesa en anglès, i provoca una pronunciació que es contradiu amb el nom alemany original.

### Un reconeixement difícil
Fuhlrott comprengué ràpidament l'interès del descobriment i arribà a Neandertal per intentar, en va, descobrir més ossos o vestigis associats. S'havia adonat que es tractava d'ossos antics, però sobretot increïblement primitius, pertanyents a un humà nou, d'una «conformació natural desconeguda fins ara».
En efecte, l'home de Neandertal fou el primer humà fòssil diferent d'Homo sapiens a ser descobert. La idea mateixa que una espècie diferent de la humana hagués existit en el passat (i hagués desaparegut) era particularment difícil d'admetre. No fou fins al 1859 quan Charles Darwin publicà L'origen de les espècies i fins al 1871, quan s'amplià explícitament aquesta teoria als humans, en La descendència humana i la selecció en relació al sexe.
De fet, els ossos descoberts a Neandertal no eren els primers vestigis descoberts d'humans de Neandertal; Philippe-Charles Schmerling ja havia trobat un crani d'infant a Engis (Bèlgica) el 1830 i un crani d'adult havia aparegut a Gibraltar, al jaciment de Forbe's Quarry, el 1848. Mentre que el primer era un crani d'exemplar jove en què els trets característics dels humans de Neandertal eren menys evidents, el segon hauria hagut de portar al reconeixement de l'existència d'una espècie humana fòssil. Possiblement encara hi era massa aviat, com ho demostren les dificultats a l'hora de reconèixer que els ossos recollits a Neandertal corresponien a un ésser humà fòssil.
L'any 2022, es va donar a conèixer la troballa de fragments d'un crani de neandertal de 60.000 anys d'antiguitat al jaciment de l'Abric Romaní de Capellades després de més de quaranta anys d'excavacions.

## Orígens
En general es considera que H. heidelbergensis va ser l'avantpassat directe dels denissovans i dels neandertals, i de vegades també dels humans moderns. A causa de la forta divergència en l'anatomia dental, és possible que s'hagin dividit abans que la dentició característica del neandertal evolucionés fa uns 300.000 anys. Al voltant de 600.000 anys enrere, Homo heidelbergensis o Homo rhodesiensis, segons diferents teories, va sortir d'Àfrica i va ocupar parts d'Europa i Àsia. Aquesta migració fou provocada per un període d'escalfament climàtic, conegut com a període interglacial Günz-Mindel. Aquest període suposà un escalfament de la Terra, una recessió de les glaceres i un enduriment de la vida al continent africà. Aquesta època càlida fou seguida per una de glacial (glaciació de Mindel), que separà la població africana de les branques que havien emigrat cap a Europa.
Foren aquestes branques «cosines» les que evolucionaren al continent eurasiàtic d'acord amb les seves necessitats. Les causes per les quals aquests humans no van tornar a emigrar cap a climes més càlids no són del tot clares, però es creu que la presència de grans mamífers com el mamut o el mastodont, i grans ramats de cèrvids, cavalls o búfals van persuadir aquests homínids a romandre al continent eurasiàtic.
Segons l'ADN nuclear (nDNA) de Denisova 3, que tenia un grau inusual de preservació d'ADN amb només una contaminació de baix nivell, els denisovans i els neandertals estaven més relacionats entre ells que no pas amb els humans moderns. Utilitzant el percentatge de distància de l'últim avantpassat comú humà-ximpanzé, els denissovans/neandertals es van separar dels humans moderns fa uns 804.000 anys, i els uns dels altres fa 640.000 anys. Utilitzant una taxa de mutació d'1 × 10−9 o 0,5 × 10−9 per parell de bases (pb) per any, la divisió neandertal/denissovà es va produir fa uns 236–190.000 o 473–381.000 anys respectivament. Utilitzant 1,1 × 10−8 per generació amb una nova generació cada 29 anys, el temps és de 744.000 anys. Utilitzant 5 × 10−10 llocs de nucleòtids per any, fa 616.000 anys. Utilitzant aquestes últimes dates, la separació probablement ja s'havia produït quan els homínids es van estendre per Europa. Els estudis d'ADN mitocondrial suggereixen que les branques de Sapiens i Neandertals se separaren entre 321.200 i 618.000 d'anys enrere, però va tornar a intercanviant gens en diverses ocasions amb els sàpiens amb els que van coincidir.
Aquesta no és l'única migració d'homínids que es va produir. El primer homínid que abandonà Àfrica fou Homo erectus ara fa 1,9 milions d'anys i arribà a ocupar llocs tan llunyans com la Xina, l'Índia o l'illa de Java. Una altra migració fou la d'Homo sapiens, que va sortir d'Àfrica ara fa uns 60.000 anys.
Els primers trets característics de l'home de Neandertal i que el diferencien del seu predecessor, el Homo heidelbergensis, apareixen a Europa fa uns 350.000 anys, com els exemplars trobats a l'Avenc dels Ossos, al jaciment arqueològic d'Atapuerca, que ja mostren la cara prògnata, el maxil·lar superior prominent i arcs ciliars pronunciats. A partir de 130.000 anys enrere, el neandertal clàssic ja habitava a Europa i altres parts de Pròxim Orient i Àsia. Els neandertals gradualment, van deixar de fabricar bifaços i eines grans típiques de l'acheulià i van optimitzar la fabricació de ganivets, subsistint amb eines petites i abandonant les eines grosses.
Es descobrí que fa 40.000 anys els neandertals i els humans s'aparellaren a Europa. Per aquest motiu, actualment, els humans moderns de poblacions no africanes conserven variants genètiques d'origen neandertal.

## Descripció
L'home de Neandertal es caracteritza per una gran capacitat cranial (1.300-1.600 cm³), una estructura corporal massissa i robusta, el front petit, la cara prògnata, el maxil·lar superior prominent i arcs ciliars molt pronunciats. Eren d'estatura més o menys baixa, amb les extremitats curtes, amb unes proporcions semblants a les dels humans moderns que viuen en climes freds. Les formes dels neandertals d'Europa occidental són més robustes i es coneixen com a neandertal clàssic. Els neandertals d'altres llocs tendeixen a ser menys robustos. Alguns estudis genètics demostren que tenien la pell pàl·lida, els ulls clars, i el pèl-roig era molt comú, característiques relacionades amb els climes freds. Aquestes característiques també es poden trobar en l'ésser humà actual, però això no significa, necessàriament, que hagin estat heretades de l'home de Neandertal, ja que Homo sapiens també les va incorporar durant la seva evolució.
Els neandertals eren, generalment, de 12 a 14 cm més baixos que els humans actuals, contradient així la creença popular que eren molt petits o per sota dels 150 cm d'alçada. Un estudi realitzat en 45 ossos pertanyents, com a mínim, a 14 mascles i 7 femelles, dona una estatura mitjana de 164-168 cm i 77,6 kg per als mascles i 152-156 cm i 66,4 kg per a les femelles.
Culturalment, cal destacar el fet que són els primers homínids que enterraven els seus morts. Eren grans caçadors, forts i probablement adaptats al fred i fabricaven armes més complexes que les fetes per Homo erectus. Els neandertals vivien en grups de baixa diversitat genètica i les dones es traslladaven a grups diferents, fet que afavoria la diversitat genètica.

Mapa dels jaciments principals de neandertal clàssic

## Hàbitat
Els primers neandertals van viure en l'època glacial Mindel durant més de 100.000 anys, i a causa d'aquest fet no se n'han conservat gaires restes, i és difícil saber-ne quelcom sobre aquest període. Alguns països on s'han trobat restes estan majoritàriament a Europa per sota del paral·lel 50, que era la línia on aproximadament s'acabava la glacera, incloent-hi el sud del Regne Unit,
Europa central, els Balcans, Ucraïna i l'oest de Rússia, i fora d'Europa, a Zagros (Iran) i a Llevant.
Avui dia no s'han trobat restes neandertals a l'Àfrica, però s'han trobat restes molt a prop del continent africà, a Gibraltar, i més important, a l'àrea del Llevant, on les restes de neandertal daten d'èpoques posteriors a ocupacions d'Homo sapiens. Els fòssils animals d'aquesta època, trobats als jaciments, mostren una fauna adaptada al clima fred, coincidit amb l'època glacial, i potser la raó de l'abandonament per Homo sapiens, a la recerca de climes més càlids. Aquesta teoria també coincideix amb el fet que els neandertals estaven, físicament, més ben preparats per a suportar baixes temperatures, que no pas Homo sapiens. No s'han trobat restes neandertals més al sud del que avui en dia es coneix com a Israel-Palestina.
Posteriorment, els canvis climàtics que causen l'escalfament del planeta, l'interglacial Mindel-Riss, i la migració dels grans mamífers, com el mamut o el búfal cap al nord, mostren una migració dels neandertals pel nord d'Europa i l'Àsia central, i s'han trobat jaciments de neandertal clàssic al massís de l'Altai (Sibèria) i a l'Uzbekistan cap a l'est, Alemanya cap al nord, Anglaterra i Portugal a l'oest i Gibraltar o Israel-Palestina al sud. Tot i que és possible que aquest territori no fos ocupat tot a la vegada, i que es produïssin diverses migracions provocades pels canvis climàtics, migracions animals, mancança de menjar i competència directa amb Homo sapiens. Les dades genètiques suggereixen que els neandertals feien llargues travesses entre Europa i les muntanyes d'Altai, especialment cap a la seva extinció. L'erupció ignimbrítica de la Campània, amb un Índex d'explosibilitat volcànica de 7 està datada fa uns 37.000 anys, i coincideix amb un conjunt de canvis bioculturals que inclouen la transició cultural del Paleolític mitjà al superior i la substitució de les poblacions neandertals per l'homo sapiens anatòmicament modern, un tema de debat sostingut.
Grups petits de H. sapiens ocupaven territoris grans i els aprofitaven, mentre els neandertals es van quedar arraconats en valls poc productives. I això va fer que entressin en gran crisi i que els sapiens tinguessin un creixement demogràfic. Finalment, H. sapiens ocupà els territoris dels neandertals i els neandertals van continuar la seva decadència fins que es van extingir. Els últims neandertals van viure a Gibraltar fa uns 28.000 anys aproximadament.
Tanmateix, no s'ha de cometre l'error de classificar totes les restes arqueològiques a Europa i Àsia com a neandertals, ja que l'any 2010 es trobaren les restes d'un espècimen d'home de Deníssova a la cova de Deníssova, al massís de l'Altai (Sibèria). Les restes són una dent i un tros de dit, d'uns 41.000 anys d'antiguitat, però d'on es va poder extreure material genètic. L'anàlisi demostra que l'ADN mitocondrial (mtDNA) és diferent del de l'home de Neandertal i del d'Homo sapiens. L'avantpassat comú entre sapiens, neandertals i denissovans visqué entre 779.300 i 1.313.500 anys enrere. També s'han trobat restes de neandertal en aquesta zona (l'Altai) que daten de la mateixa època, així com restes que suggereixen la presència d'Homo sapiens. En 2018, l'anàlisi d'un fragment d'os trobat la cova de Deníssova, mostra per primera vegada un mestissatge entre una mare neandertal i pare denissovà.
Una altra espècie, tot i que és un tema molt debatut, és la de l'home de Flores, que habità l'illa de Flores (Indonèsia) fa uns 94.000 anys fins, tan sols, 12.000 anys enrere. Això significa que hi havia quatre espècies conegudes d'Homo cohabitant alhora.

## Alimentació
De l'alimentació sabem que els neandertals menjaven tant vegetals (fruites, plantes diverses…) com una gran varietat d'animals, i coneixien l'ús de plantes medicinals. De la seva dieta càrnia, en tenim un registre evident gràcies a les restes òssies. Aquestes han demostrat recentment que menjaven no sols grans animals com ara cavalls, búfals, cérvols (i de manera extraordinària elefants, rinoceronts, hipopòtams i lleons) sinó també animals petits com ara conills, ocells o tortugues, fet que indica el més que probable ús de trampes de caça, una tecnologia complexa que fins fa poc es creia pròpia només d'Homo sapiens. Com ells, també utilitzaven foc per a coure aquests aliments. Els neandertals també menjaven peix, foca, dofí i marisc, quan vivien en zones costaneres, com demostren les restes trobades a Gibraltar.
Uns estudis realitzats a les restes animals fan pensar que els neandertals aprofitaven la geografia del terreny per a caçar. Les valls estretes o culs de sac eren utilitzats per a facilitar la captura d'animals. En el cas de Mauran a França, s'hi han trobat restes de bisons pertanyents a més de 400 exemplars, suggerint que els grups de caçadors neandertals van utilitzar aquest lloc per a caçar moltes vegades, potser durant més de cent anys. Les restes mostren que els neandertals caçaven animals saludables, i no pas cries o animals debilitats per malalties o l'edat.
Molts dels exemplars de neandertal trobats presenten un gran nombre de traumatismes, especialment comuns a les costelles, fèmur, peroné, columna vertebral i crani. Sovint, els traumatismes estan curats i presenten molt poca o cap infecció, suggerint que els lesionats eren cuidats i alimentats per altres membres de la tribu. Com és el cas d'un exemplar trobat a la cova de Shanidar, a l'Iraq, amb la cama dreta esclafada, el turmell i el peu trencat, un fort cop al cap, que probablement el deixà cec d'un ull, i el braç dret tallat per sota del colze. Les ferides foren curades i seguí vivint amb el grup. El gran nombre de fractures, trobades a les restes de neandertals, és comparable a les que pateix un professional del rodeo. Aquest fet, i la mancança d'armes llancívoles o projectils, fan pensar que l'home de Neandertal feia servir el cos a cos per caçar grans mamífers. Cal destacar que els traumatismes són comuns tant en els mascles com en les femelles, és a dir, no hi havia divisió de tasques segons el sexe, quelcom que els diferencia d'Homo sapiens.

## Estris
Les restes arqueològiques pertanyents al Paleolític mitjà i, per tant, neandertals, mostren uns estris diferents, una tecnologia més simple i menys diversa, als trobats al Paleolític superior, pertanyents a Homo sapiens. Això no obstant, els humans de Neandertal no eren inferiors a Homo sapiens. Els humans de Neandertal no eren simples versions primitives de l'ésser humà actual. A la seva època, eren tan «moderns» com els humans de Cromanyó (H. sapiens), ja que la seva tecnologia es basava en pedres treballades i destrals de cacera; a més, enterraven els morts col·locant-hi damunt un bloc de pedra treballada.
Els neandertals estan estretament relacionats amb la cultura mosteriana, i els seus estris eren produïts utilitzant ossos o fusta com a martells. El resultat són uns estris, fets d'os, menys avançats, si es comparen amb els d'Homo sapiens, que feia servir la pedra com a martell. Malgrat això, s'han trobat eines de pedra com destrals amb funcions específiques, ascles sofisticades o puntes de llança, que enganxaven amb resina. És molt difícil trobar restes d'objectes fets amb fusta, ja que és un material degradable; malgrat això, se sap que era un material utilitzat pels neandertals, que feien mànecs per a les destrals o llances de fusta de pal gruixut, que utilitzaven per a punxar els animals, però que pesaven massa per a ser llançades.
A l'Abric Romaní de Capellades, s'han trobat restes del que podria ser un trípode fet de fusta i que era utilitzat per a cuinar, així com una gran quantitat d'estris de tota classe fets de fusta i més de tres-centes fogueres, i fusta emmagatzemada per cuinar, que demostren el domini del foc per part dels neandertals, i les dentadures de la cova del Sidron mostren senyals de l'ús extensiu del foc.
Els neandertals foren els primers homínids a fabricar roba. Les agulles que feien servir eren fetes d'os o de pedra, tot i que molt rudimentàries, més un punxó que no pas les agulles d'os fetes per Homo sapiens. Els neandertals feien servir rascadors per a netejar la pell, després hi feien forats amb el punxó, i finalment les «cosien» fent servir tires de pell. Un petit tros de cordill descobert a l'Abri du Maras, al sud-est de França, s'ha datat de fa uns 50.000 anys i va conduir a la hipòtesi que els Neandertal fabricaven cordes.

### Collar de cova Foradada
A finals de l'any 2019 es va publicar en la revista Science Advances un estudi sobre l'últim descobriment que s'havia fet a la cova Foradada de Calafell (Baix Penedès). Es tractava del que s'anomenà «l'últim collar dels neandertals», i que era part d'una urpa d'àguila imperial ibèrica datada en 39.000 anys, que devia formar part d'un adorn personal, segurament un collaret. L'urpa presentava unes marques de tall que duien a pensar que havia estat manipulada per tal d'extreure'n la part usada com a joia. Aquesta troballa esdevingué una prova més que els neandertals podien formular pensaments simbòlics complexos, cosa que s'havia atribuït exclusivament a Homo sapiens fins poc de temps abans. En aquest estudi van participar investigadors de l'Institut d'Evolució d'Àfrica (IDEA), el Seminari d'Estudis i Recerques Prehistòriques (SERP) de la Universitat de Barcelona, l'Institut Català de Paleoecologia Humana i Evolució Social (IPHES), la Universitat de Salamanca, el Museu Nacional d'Història Natural de París i el Centre Nacional de Recerca Científica (CNRS) de França, entre d'altres.
Els científics van assenyalar que el descobriment pertanyia al període châtelperronià, la cultura pròpia dels darrers neandertals europeus, i que coincidí amb el moment en què aquests van entrar en contacte amb Homo sapiens sapiens, una espècie originària d'Àfrica, durant el pas del Paleolític mitjà al superior fa 40.000 anys. En l'estudi es planteja que els neandertals podrien haver transmès l'ús ornamental d'urpes d'àguila als humans moderns, que devien adoptar aquesta pràctica en arribar a Europa. Aquesta va ser la primera vegada que es troba a la península Ibèrica un ornament d'aquesta mena fet pels neandertals i amb una datació tan moderna.

## Desaparició
- Model d'evolució multiregional: en el qual es planteja que des de l'aparició de l'ésser humà anatòmicament modern, aquest tingué una trajectòria pròpia segons la geografia on se situava, originant-ne diferents espècies. Segons la teoria, llavors, en aquesta evolució en paral·lel de canvi gradual, les espècies simplement anirien substituint-se al llarg del temps per transformacions diverses. Actualment, aquesta teoria està pràcticament descartada i molt criticada pels investigadors per la seva falta de rigor i proves que en demostrin la certesa.[32]

- Model d'origen africà recent: aquest model al principi plantejava l'aparició de diferents espècies segons la zona poblada. Així, trobaríem Homo erectus a l'Àsia, Homo Sapiens a l'Àfrica i Homo Neandertal a Europa. Però, citant paraules textuals de Zilhao en la seva conferència a la Universitat de Barcelona: "avui dia som tots Homo Sapiens Sapiens i per tant, ¿com s'explica que els neandertals desapareguessin d'Europa?". Doncs bé, els científics que van plantejar aquesta teoria van suposar que els anatòmicament moderns tenien una superioritat en el seu comportament, amb el qual van adquirir el llenguatge, i una superioritat entre d'altres, cultural, que donaria pas a una conducta simbòlica inexistent en els neandertals. És clar que els Sapiens Sapiens relegarien, arraconarien i promourien la desaparició dels "inferiors" neandertals. Malgrat tot, gràcies als últims estudis d'ADN, aquesta teoria ha perdut força, i deixa pas als models d'hibridació i d'"assimilació".

- Model d'hibridació i substitució: planteja l'encreuament genètic entre neandertals i Sapiens Sapiens, però només fins a les primeres generacions, ja que els nous exemplars sorgits serien estèrils i no podrien concebre descendència. A més, els investigadors que donen suport a aquesta teoria sostenen la possibilitat que, tot i aquesta intervenció genètica, el Sapiens Sapiens aconseguí en la seva majoria superposar-se als neandertals.[cal citació]

- Model d'assimilació: aquest model també considera que hi va haver un encreuament d'ADN entre neandertals i anatòmicament moderns, i una assimilació de característiques físiques i culturals, originant amb això un nou Sapiens Sapiens en la seva majoria, però amb elements neandertals. Aquesta última teoria és la que actualment sosté una major fermesa entre el col·lectiu científic, ja que s'ha pogut demostrar, en certa manera, les proves esmentades.[cal citació]

- Una recerca científica publicada el febrer de 2012 en la revista Molecular Biology and Evolution suggerí que la majoria dels neandertals europeus moriren fa uns 50.000 anys i que posteriorment un petit grup recolonitzà Europa abans que els humans moderns apareguessin a Europa. Aquest estudi es feu analitzant l'ADN dels neandertals del nord de la península Ibèrica i comprovant que la variabilitat genètica d'aquests darrers neandertals era extremadament baixa.[36]